# Cacibupteryx
Cacibupteryx ("křídlo pána oblohy") je rod ramforynchoidního ptakoještěra, žijícího v období svrchní jury (stupeň oxford, asi před 156 miliony let) na území dnešní Kuby (souvrství Jagua). Typový druh C. caribensis byl popsán v roce 2004 Zulmou Gaspariniovou a jejími kolegy. Nález sestává především z částečné, ale dobře zachované lebky o délce 17 centimetrů. Rozpětí křídel nebylo autory studie odhadnuto, cacibupteryx však patřil mezi větší ptakoještěry. Typový materiál nese označení IGO-V 208.